# Soukhoï Su-31

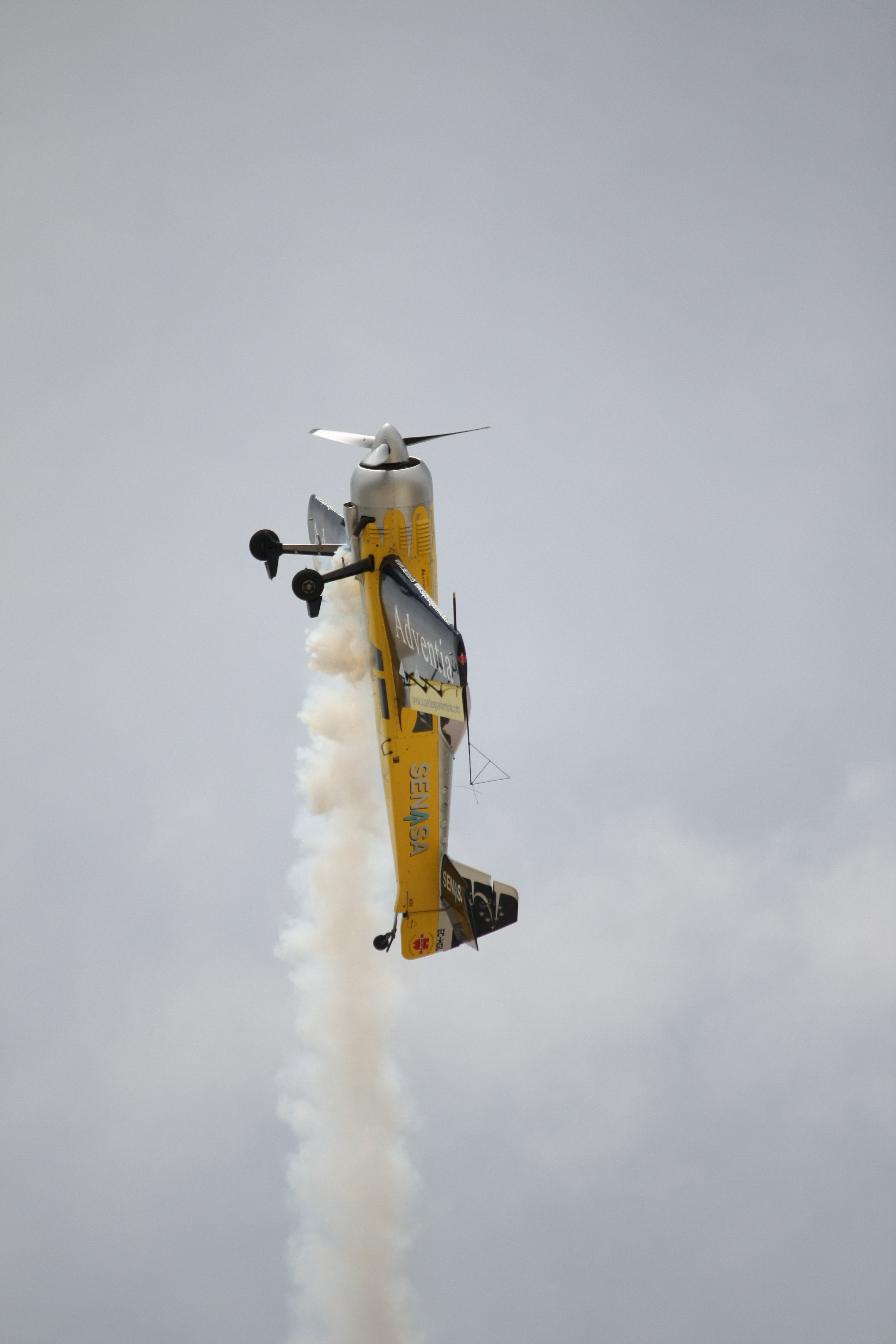
Le champion du monde de voltige 2008, Ramón Alonso dans son Soukhoï Su-31.

Le Soukhoï Su-31 est un avion de voltige monomoteur russe conçu par Soukhoï comme une version plus légère et plus puissante du Soukhoï Su-29 (en).

## Conception et développement
La conception de l'avion a commencé en 1991 comme un développement monoplace du Soukhoï Su-29 avec une version amélioré du moteur Vedeneyev M-14PF (en) et un nouveau train d'atterrissage. Le prototype vole pour la première fois en juin 1992 sous la désignation Su-29 et le premier avion de série vole en 1994.

## Versions
Su-29T
Prototype de l'avion de voltige monoplace ;
Su-31
Versions de production avec train fixe, parfois connu sous le nom Su-31T[réf. nécessaire] ;
Su-31M
Version améliorée avec un système d'éjection du pilote[réf. nécessaire] ;
Su-31M2
Version améliorée du Su-31M avec réduction de poids, verrière monobloc et ailes plus grande, sortie en 1999 ;
Su-31U
Étude d'une version avec train rétractable du Su-31T ;
Su-31X
Version export du Su-31T.

### Avions du même type
- Yakovlev Yak-50
- Yakovlev Yak-54 (en)
- Yakovlev Yak-55
- Extra 300
- Zivko Edge 540
- Famille des Cap 230 (Cap 230, Cap 231, Cap 232)